# Coupe d'Europe de rugby à XV 2009-2010
Navigation
H-Cup 2008-2009 H-Cup 2010-2011
La Coupe d'Europe de rugby à XV 2009-2010, appelée aussi Coupe Heineken selon le nom du sponsor de la compétition (ou H-Cup en France pour des raisons liées à la loi Évin sur la publicité sur le tabac et les alcools), oppose vingt-quatre clubs anglais, écossais, français, gallois, irlandais et italiens. Cette quinzième édition se déroule du 9 octobre 2009 au 22 mai 2010, date de la finale au Stade de France.

## Présentation

### Équipes en compétition
Les vingt-quatre équipes qualifiées sont réparties comme suit : les six premiers de Premiership et les Northampton Saints vainqueurs du Challenge européen, les six premiers du Top 14, les trois meilleures franchises irlandaises et les trois meilleures franchises galloises de la Celtic League, les deux franchises écossaises et les deux finalistes du championnat d'Italie. La dernière place est attribuée au vainqueur du match de barrage entre l'avant-dernier de la Celtic League et le troisième du championnat italien. Cette année, les Newport Gwent Dragons se sont qualifiés après avoir battu 42 à 17 l'équipe italienne de Calvisano sur son terrain le 29 mai 2009. La liste complète des clubs participants est la suivante
| - Bath Rugby - Biarritz olympique - CA Brive - Cardiff Blues (Coupe anglo-galloise) - ASM Clermont - Edinburgh Rugby | - Glasgow Warriors - Gloucester Rugby - Leicester Tigers (Premiership) - Leinster (Coupe d'Europe) - Scarlets - Harlequins | - London Irish - Munster (Celtic League) - Newport Gwent Dragons - Northampton Saints (Challenge européen) - Ospreys - Sale Sharks | - USA Perpignan (Top 14) - Stade français Paris - Stade toulousain - Benetton Trévise (Super 10) - Ulster - Rugby Viadana |

### Tirage au sort
Les 24 équipes sont classées en fonction de leurs résultats lors des précédentes éditions des Coupes européennes (Heineken Cup et Challenge européen). Les six équipes les mieux classées sont tête de série. Par ailleurs, chaque pays ne peut avoir qu'une seule équipe par poule, à l'exception de l'Angleterre qui cette année compte sept clubs grâce à ses bons résultats. Le tableau suivant présente la répartition des équipes dans les quatre chapeaux avant le tirage au sort. Leur rang au classement européen est indiqué entre parenthèses.
| 1                      | 2                        | 3                          | 4                     |
| Munster (1)            | Cardiff Blues (8)        | Northampton Saints (15)    | Harlequins (23)       |
| Leicester Tigers (2)   | Stade français Paris (9) | Sale Sharks (16)           | Glasgow Warriors (24) |
| Leinster (3)           | Gloucester Rugby (10)    | ASM Clermont (17)          | Edinburgh Rugby (26)  |
| Stade toulousain (4)   | USA Perpignan (11)       | Scarlets (18)              | Benetton Trévise (28) |
| Bath Rugby (5)         | Ospreys (13)             | Ulster (20)                | CA Brive (29)         |
| Biarritz olympique (6) | London Irish (14)        | Newport Gwent Dragons (21) | Rugby Viadana (36)    |

### Format
Les formations s'affrontent dans une première phase de groupes en matchs aller/retour (six matchs pour chacune des équipes soit douze rencontres par groupe). Quatre points sont accordés pour une victoire et deux pour un nul. De plus, un point de bonus est accordé par match aux équipes qui inscrivent au moins quatre essais et un point de bonus est octroyé au club perdant un match par sept points d'écart ou moins. Les six équipes arrivées en tête de leur poule, classées de 1 à 6, et les deux meilleurs deuxièmes, classées 7 et 8 sont qualifiées pour la seconde phase de la compétition. Les troisième, quatrième et cinquième meilleurs deuxièmes sont reversés au stade des quarts de finale du Challenge européen. Les oppositions en quarts de finale sont définies de la manière suivante : équipe 1 contre équipe 8, 2 contre 7, 3 - 6 et 4 - 5. La suite de la compétition se fait par élimination directe à chaque tour.

## Première phase
Notations et règles de classement
Dans les tableaux de classement suivants, les différentes abréviations et couleurs signifient :
|  | Qualifiés pour les quarts de finale. |
|  | Reversés en quart de finale du Challenge européen 2009-2010. |
|  | - T : Tenant du titre 2009 - J : matchs joués - V : victoires - N : matches nuls - D : défaites - EM : essais marqués - EE : essais encaissés - BO : bonus offensif - BD : bonus défensif - PP : points marqués - PC : points encaissés - diff : différence de points - Pts : points de classement |

Attribution des points : victoire sur tapis vert : 5, victoire : 4, match nul : 2, défaite : 0, forfait : -2 ; plus les bonus (offensif : au moins 4 essais marqués ; défensif : défaite par 7 points d'écart ou moins).Règles de classement :
- équipes dans la même poule : 1. points terrain ; 2. points terrain obtenus dans les matchs entre équipes concernées ; 3. nombre d'essais marqués dans les matchs entre équipes concernées ; 4. différence de points dans les matchs entre équipes concernées.
- équipes dans des poules différentes : 1. points terrain ; 2. nombre d'essais marqués ; 3. différence de points ; 5. nombre de joueurs obtenus un carton jaune et/ou suspendus ; 6. tirage à pile ou face.

### Poule 1
| \| Rang \| Équipe \| J \| V \| N \| D \| Em \| Ee \| Bo \| Bd \| Pm \| Pe \| Diff \| Pts \| \| ---- \| ------------------ \| - \| - \| - \| - \| -- \| -- \| -- \| -- \| --- \| --- \| ---- \| --- \| \| 1 \| Munster \| 6 \| 5 \| 0 \| 1 \| 19 \| 10 \| 3 \| 1 \| 185 \| 94 \| +91 \| 24 \| \| 2 \| Northampton Saints \| 6 \| 4 \| 0 \| 2 \| 16 \| 8 \| 2 \| 1 \| 138 \| 104 \| +34 \| 19 \| \| 3 \| USA Perpignan \| 6 \| 2 \| 0 \| 4 \| 12 \| 10 \| 1 \| 2 \| 108 \| 123 \| -15 \| 11 \| \| 4 \| Benetton Trévise \| 6 \| 1 \| 0 \| 5 \| 7 \| 26 \| 0 \| 1 \| 68 \| 178 \| -110 \| 5 \| |                    |   |   |   |   |    |    |    |    |     |     |      |     |
| Rang | Équipe             | J | V | N | D | Em | Ee | Bo | Bd | Pm  | Pe  | Diff | Pts |
| 1 | Munster            | 6 | 5 | 0 | 1 | 19 | 10 | 3  | 1  | 185 | 94  | +91  | 24  |
| 2 | Northampton Saints | 6 | 4 | 0 | 2 | 16 | 8  | 2  | 1  | 138 | 104 | +34  | 19  |
| 3 | USA Perpignan      | 6 | 2 | 0 | 4 | 12 | 10 | 1  | 2  | 108 | 123 | -15  | 11  |
| 4 | Benetton Trévise   | 6 | 1 | 0 | 5 | 7  | 26 | 0  | 1  | 68  | 178 | -110 | 5   |

| 10 octobre | Stadio Comunale di Monigo | Benetton Trévise   | 9 - 8   | USA Perpignan |
| 10 octobre | Franklin's Gardens        | Northampton Saints | 31 - 27 | Munster       |

| 16 octobre | Stade Aimé-Giral | USA Perpignan | 29 - 13 | Northampton Saints |
| 17 octobre | Thomond Park     | Munster       | 41 - 10 | Benetton Trévise   |

| 11 décembre | Thomond Park       | Munster            | 24 - 23 | USA Perpignan    |
| 12 décembre | Franklin's Gardens | Northampton Saints | 30 - 18 | Benetton Trévise |

| 19 décembre | Stadio Comunale di Monigo | Benetton Trévise | 18 - 21 | Northampton Saints |
| 20 décembre | Stade Aimé-Giral          | USA Perpignan    | 14 - 37 | Munster            |

| 16 janvier | Stadio Comunale di Monigo | Benetton Trévise   | 7 - 44 | Munster       |
| 17 janvier | Franklin's Gardens        | Northampton Saints | 34 - 0 | USA Perpignan |

| 22 janvier | Thomond Park     | Munster       | 12 - 9 | Northampton Saints |
| 22 janvier | Stade Aimé-Giral | USA Perpignan | 34 - 6 | Benetton Trévise   |

### Poule 2
| \| Rang \| Équipe \| J \| V \| N \| D \| Em \| Ee \| Bo \| Bd \| Pm \| Pe \| Diff \| Pts \| \| ---- \| --------------------- \| - \| - \| - \| - \| -- \| -- \| -- \| -- \| --- \| --- \| ---- \| --- \| \| 1 \| Biarritz olympique \| 6 \| 5 \| 0 \| 1 \| 19 \| 8 \| 3 \| 0 \| 188 \| 97 \| +91 \| 23 \| \| 2 \| Gloucester Rugby \| 6 \| 4 \| 0 \| 2 \| 12 \| 12 \| 1 \| 0 \| 119 \| 129 \| -10 \| 17 \| \| 3 \| Glasgow Warriors \| 6 \| 2 \| 0 \| 4 \| 9 \| 14 \| 0 \| 1 \| 120 \| 140 \| -20 \| 9 \| \| 4 \| Newport Gwent Dragons \| 6 \| 1 \| 0 \| 5 \| 12 \| 18 \| 0 \| 2 \| 108 \| 169 \| -61 \| 6 \| |                       |   |   |   |   |    |    |    |    |     |     |      |     |
| Rang | Équipe                | J | V | N | D | Em | Ee | Bo | Bd | Pm  | Pe  | Diff | Pts |
| 1 | Biarritz olympique    | 6 | 5 | 0 | 1 | 19 | 8  | 3  | 0  | 188 | 97  | +91  | 23  |
| 2 | Gloucester Rugby      | 6 | 4 | 0 | 2 | 12 | 12 | 1  | 0  | 119 | 129 | -10  | 17  |
| 3 | Glasgow Warriors      | 6 | 2 | 0 | 4 | 9  | 14 | 0  | 1  | 120 | 140 | -20  | 9   |
| 4 | Newport Gwent Dragons | 6 | 1 | 0 | 5 | 12 | 18 | 0  | 2  | 108 | 169 | -61  | 6   |

| 9 octobre  | Kingsholm Stadium | Gloucester Rugby | 19 - 17 | Newport Gwent Dragons |
| 10 octobre | Firhill Stadium   | Glasgow Warriors | 18 - 22 | Biarritz olympique    |

| 16 octobre | Rodney Parade              | Newport Gwent Dragons | 22 - 14 | Glasgow Warriors |
| 17 octobre | Parc des sports d'Aguiléra | Biarritz olympique    | 42 - 15 | Gloucester Rugby |

| 11 décembre | Firhill Stadium            | Glasgow Warriors   | 33 - 11 | Gloucester Rugby      |
| 13 décembre | Parc des sports d'Aguiléra | Biarritz olympique | 49 - 13 | Newport Gwent Dragons |

| 19 décembre | Parc y Scarlets   | Newport Gwent Dragons | 8 - 26 | Biarritz olympique |
| 20 décembre | Kingsholm Stadium | Gloucester Rugby      | 19 - 6 | Glasgow Warriors   |

| 15 janvier | Firhill Stadium   | Glasgow Warriors | 29 - 25 | Newport Gwent Dragons |
| 16 janvier | Kingsholm Stadium | Gloucester Rugby | 23 - 8  | Biarritz olympique    |

| 24 janvier | Parc des sports d'Aguiléra | Biarritz olympique    | 41 - 20 | Glasgow Warriors |
| 24 janvier | Rodney Parade              | Newport Gwent Dragons | 23 - 32 | Gloucester Rugby |

### Poule 3
| \| Rang \| Équipe \| J \| V \| N \| D \| Em \| Ee \| Bo \| Bd \| Pm \| Pe \| Diff \| Pts \| \| ---- \| ---------------- \| - \| - \| - \| - \| -- \| -- \| -- \| -- \| --- \| --- \| ---- \| --- \| \| 1 \| ASM Clermont \| 6 \| 4 \| 0 \| 2 \| 24 \| 11 \| 3 \| 2 \| 201 \| 120 \| +81 \| 21 \| \| 2 \| Ospreys \| 6 \| 4 \| 1 \| 1 \| 21 \| 11 \| 2 \| 0 \| 188 \| 121 \| +67 \| 20 \| \| 3 \| Leicester Tigers \| 6 \| 3 \| 1 \| 2 \| 23 \| 10 \| 3 \| 1 \| 187 \| 123 \| +64 \| 18 \| \| 4 \| Rugby Viadana \| 6 \| 0 \| 0 \| 6 \| 6 \| 42 \| 0 \| 0 \| 83 \| 295 \| -212 \| 0 \| |                  |   |   |   |   |    |    |    |    |     |     |      |     |
| Rang | Équipe           | J | V | N | D | Em | Ee | Bo | Bd | Pm  | Pe  | Diff | Pts |
| 1 | ASM Clermont     | 6 | 4 | 0 | 2 | 24 | 11 | 3  | 2  | 201 | 120 | +81  | 21  |
| 2 | Ospreys          | 6 | 4 | 1 | 1 | 21 | 11 | 2  | 0  | 188 | 121 | +67  | 20  |
| 3 | Leicester Tigers | 6 | 3 | 1 | 2 | 23 | 10 | 3  | 1  | 187 | 123 | +64  | 18  |
| 4 | Rugby Viadana    | 6 | 0 | 0 | 6 | 6  | 42 | 0  | 0  | 83  | 295 | -212 | 0   |

| 10 octobre | Stade Marcel-Michelin | ASM Clermont     | 36 - 18 | Rugby Viadana |
| 11 octobre | Welford Road Stadium  | Leicester Tigers | 32 - 32 | Ospreys       |

| 17 octobre | Stadio Luigi Zaffanella | Rugby Viadana | 11 - 46 | Leicester Tigers |
| 18 octobre | Liberty Stadium         | Ospreys       | 25 - 24 | ASM Clermont     |

| 12 décembre | Stadio Luigi Zaffanella | Rugby Viadana | 7 - 62  | Ospreys          |
| 13 décembre | Stade Marcel-Michelin   | ASM Clermont  | 40 - 30 | Leicester Tigers |

| 19 décembre | Liberty Stadium      | Ospreys          | 45 - 19 | Rugby Viadana |
| 19 décembre | Welford Road Stadium | Leicester Tigers | 20 - 15 | ASM Clermont  |

| 16 janvier | Stade Marcel-Michelin | ASM Clermont     | 27 - 7 | Ospreys       |
| 16 janvier | Welford Road Stadium  | Leicester Tigers | 47 - 8 | Rugby Viadana |

| 23 janvier | Liberty Stadium         | Ospreys       | 17 - 12 | Leicester Tigers |
| 23 janvier | Stadio Luigi Zaffanella | Rugby Viadana | 20 - 59 | ASM Clermont     |

### Poule 4
| \| Rang \| Équipe \| J \| V \| N \| D \| Em \| Ee \| Bo \| Bd \| Pm \| Pe \| Diff \| Pts \| \| ---- \| -------------------- \| - \| - \| - \| - \| -- \| -- \| -- \| -- \| --- \| --- \| ---- \| --- \| \| 1 \| Stade français Paris \| 6 \| 4 \| 0 \| 2 \| 11 \| 7 \| 1 \| 1 \| 124 \| 95 \| +29 \| 18 \| \| 2 \| Ulster \| 6 \| 4 \| 0 \| 2 \| 11 \| 6 \| 0 \| 1 \| 127 \| 94 \| +33 \| 17 \| \| 3 \| Édimbourg Rugby \| 6 \| 3 \| 0 \| 3 \| 3 \| 10 \| 0 \| 1 \| 64 \| 94 \| -30 \| 13 \| \| 4 \| Bath Rugby \| 6 \| 1 \| 0 \| 5 \| 6 \| 8 \| 0 \| 3 \| 84 \| 116 \| -32 \| 7 \| |                      |   |   |   |   |    |    |    |    |     |     |      |     |
| Rang | Équipe               | J | V | N | D | Em | Ee | Bo | Bd | Pm  | Pe  | Diff | Pts |
| 1 | Stade français Paris | 6 | 4 | 0 | 2 | 11 | 7  | 1  | 1  | 124 | 95  | +29  | 18  |
| 2 | Ulster               | 6 | 4 | 0 | 2 | 11 | 6  | 0  | 1  | 127 | 94  | +33  | 17  |
| 3 | Édimbourg Rugby      | 6 | 3 | 0 | 3 | 3  | 10 | 0  | 1  | 64  | 94  | -30  | 13  |
| 4 | Bath Rugby           | 6 | 1 | 0 | 5 | 6  | 8  | 0  | 3  | 84  | 116 | -32  | 7   |

| 9 octobre  | Ravenhill Stadium | Ulster               | 26 - 12 | Bath Rugby      |
| 10 octobre | Stade Jean-Bouin  | Stade français Paris | 31 - 7  | Edinburgh Rugby |

| 17 octobre | Murrayfield Stadium   | Edinburgh Rugby | 17 - 13 | Ulster               |
| 18 octobre | The Recreation Ground | Bath Rugby      | 27 - 29 | Stade français Paris |

| 12 décembre | Ravenhill Stadium     | Ulster     | 23 - 13 | Stade français Paris |
| 13 décembre | The Recreation Ground | Bath Rugby | 16 - 9  | Edinburgh Rugby      |

| 19 décembre | Murrayfield Stadium | Edinburgh Rugby      | 9 - 6   | Bath Rugby |
| 20 décembre | Stade Jean-Bouin    | Stade français Paris | 29 - 16 | Ulster     |

| 15 janvier | Ravenhill Stadium | Ulster               | 21 - 13 | Edinburgh Rugby |
| 16 janvier | Stade Jean-Bouin  | Stade français Paris | 15 - 13 | Bath Rugby      |

| 23 janvier | The Recreation Ground | Bath Rugby      | 10 - 28 | Ulster               |
| 23 janvier | Murrayfield Stadium   | Edinburgh Rugby | 9 - 7   | Stade français Paris |

### Poule 5
| \| Rang \| Équipe \| J \| V \| N \| D \| Em \| Ee \| Bo \| Bd \| Pm \| Pe \| Diff \| Pts \| \| ---- \| ---------------- \| - \| - \| - \| - \| -- \| -- \| -- \| -- \| --- \| --- \| ---- \| --- \| \| 1 \| Stade toulousain \| 6 \| 5 \| 0 \| 1 \| 13 \| 9 \| 2 \| 1 \| 143 \| 92 \| +51 \| 23 \| \| 2 \| Cardiff Blues \| 6 \| 4 \| 0 \| 2 \| 14 \| 10 \| 1 \| 1 \| 149 \| 104 \| +45 \| 18 \| \| 3 \| Sale Sharks \| 6 \| 3 \| 0 \| 3 \| 15 \| 16 \| 1 \| 2 \| 126 \| 153 \| -27 \| 15 \| \| 4 \| Harlequins \| 6 \| 0 \| 0 \| 6 \| 13 \| 20 \| 0 \| 2 \| 102 \| 171 \| -69 \| 2 \| |                  |   |   |   |   |    |    |    |    |     |     |      |     |
| Rang | Équipe           | J | V | N | D | Em | Ee | Bo | Bd | Pm  | Pe  | Diff | Pts |
| 1 | Stade toulousain | 6 | 5 | 0 | 1 | 13 | 9  | 2  | 1  | 143 | 92  | +51  | 23  |
| 2 | Cardiff Blues    | 6 | 4 | 0 | 2 | 14 | 10 | 1  | 1  | 149 | 104 | +45  | 18  |
| 3 | Sale Sharks      | 6 | 3 | 0 | 3 | 15 | 16 | 1  | 2  | 126 | 153 | -27  | 15  |
| 4 | Harlequins       | 6 | 0 | 0 | 6 | 13 | 20 | 0  | 2  | 102 | 171 | -69  | 2   |

| 10 octobre | Cardiff City Stadium | Cardiff Blues    | 20 - 6  | Harlequins  |
| 11 octobre | Stadium              | Stade toulousain | 36 - 17 | Sale Sharks |

| 16 octobre | Edgeley Park         | Sale Sharks | 27 - 26 | Cardiff Blues    |
| 17 octobre | The Twickenham Stoop | Harlequins  | 19 - 23 | Stade toulousain |

| 12 décembre | Cardiff City Stadium | Cardiff Blues | 15 - 9  | Stade toulousain |
| 13 décembre | The Twickenham Stoop | Harlequins    | 19 - 29 | Sale Sharks      |

| 19 décembre | Stadium      | Stade toulousain | 23 - 7  | Cardiff Blues |
| 20 décembre | Edgeley Park | Sale Sharks      | 21 - 17 | Harlequins    |

| 16 janvier | Cardiff City Stadium | Cardiff Blues    | 36 - 19 | Sale Sharks |
| 17 janvier | Stade Ernest-Wallon  | Stade toulousain | 33 - 21 | Harlequins  |

| 24 janvier | The Twickenham Stoop | Harlequins  | 20 - 45 | Cardiff Blues    |
| 24 janvier | Edgeley Park         | Sale Sharks | 13 - 19 | Stade toulousain |

### Poule 6
| \| Rang \| Équipe \| J \| V \| N \| D \| Em \| Ee \| Bo \| Bd \| Pm \| Pe \| Diff \| Pts \| \| ---- \| ------------ \| - \| - \| - \| - \| -- \| -- \| -- \| -- \| --- \| --- \| ---- \| --- \| \| 1 \| Leinster (T) \| 6 \| 4 \| 1 \| 1 \| 19 \| 6 \| 3 \| 1 \| 154 \| 60 \| +94 \| 22 \| \| 2 \| Scarlets \| 6 \| 4 \| 0 \| 2 \| 12 \| 20 \| 1 \| 0 \| 116 \| 147 \| -31 \| 17 \| \| 3 \| London Irish \| 6 \| 3 \| 1 \| 2 \| 16 \| 8 \| 2 \| 1 \| 140 \| 94 \| +46 \| 17 \| \| 4 \| CA Brive \| 6 \| 0 \| 0 \| 6 \| 7 \| 20 \| 0 \| 1 \| 68 \| 177 \| -109 \| 1 \| |              |   |   |   |   |    |    |    |    |     |     |      |     |
| Rang | Équipe       | J | V | N | D | Em | Ee | Bo | Bd | Pm  | Pe  | Diff | Pts |
| 1 | Leinster (T) | 6 | 4 | 1 | 1 | 19 | 6  | 3  | 1  | 154 | 60  | +94  | 22  |
| 2 | Scarlets     | 6 | 4 | 0 | 2 | 12 | 20 | 1  | 0  | 116 | 147 | -31  | 17  |
| 3 | London Irish | 6 | 3 | 1 | 2 | 16 | 8  | 2  | 1  | 140 | 94  | +46  | 17  |
| 4 | CA Brive     | 6 | 0 | 0 | 6 | 7  | 20 | 0  | 1  | 68  | 177 | -109 | 1   |

| 9 octobre  | RDS Arena       | Leinster | 9 - 12  | London Irish |
| 10 octobre | Parc y Scarlets | Scarlets | 24 - 12 | CA Brive     |

| 17 octobre | Madejski Stadium      | London Irish | 25 - 27 | Scarlets |
| 17 octobre | Stade Amédée-Domenech | CA Brive     | 13 - 36 | Leinster |

| 12 décembre | Parc y Scarlets       | Scarlets | 7 - 32 | Leinster     |
| 12 décembre | Stade Amédée-Domenech | CA Brive | 3 - 36 | London Irish |

| 19 décembre | Madejski Stadium | London Irish | 34 - 13 | CA Brive |
| 19 décembre | RDS Arena        | Leinster     | 39 - 7  | Scarlets |

| 16 janvier | RDS Arena       | Leinster | 27 - 10 | CA Brive     |
| 17 janvier | Parc y Scarlets | Scarlets | 31 - 22 | London Irish |

| 23 janvier | Stade Amédée-Domenech | CA Brive     | 17 - 20 | Scarlets |
| 23 janvier | Madejski Stadium      | London Irish | 11 - 11 | Leinster |

## Phase finale
Les six premières équipes et les deux meilleures deuxièmes sont qualifiées pour les quarts de finale. Elles huit équipes sont classées de 1 à 8 pour obtenir le tableau des quarts de finale :
| Rang | Club                     | Pts | EM |
| 1    | Munster                  | 24  | 19 |
| 2    | Biarritz olympique       | 23  | 19 |
| 3    | Stade toulousain         | 23  | 13 |
| 4    | Leinster                 | 22  | 19 |
| 5    | ASM Clermont             | 21  | 24 |
| 6    | Stade français Paris     | 18  | 11 |
| 7    | Ospreys (2nd)            | 20  | 21 |
| 8    | Northampton Saints (2nd) | 19  | 16 |

### Tableau
|  | Quarts de finale                             | Quarts de finale                             |                    |    | Demi-finales                              | Demi-finales                              |  |  | Finale                                    | Finale                                    |
|  | Quarts de finale                             | Quarts de finale                             |                    |    | Demi-finales                              | Demi-finales                              |  |  | Finale                                    | Finale                                    |
|  |                                              |                                              |                    |    |                                           |                                           |  |  |                                           |                                           |
|  | 10 avril 2010, Stade d'Anoeta, San Sebastian | 10 avril 2010, Stade d'Anoeta, San Sebastian |                    |    | 2 mai 2010, Stade d'Anoeta, San Sebastian | 2 mai 2010, Stade d'Anoeta, San Sebastian |  |  | 22 mai 2010, Stade de France, Saint-Denis | 22 mai 2010, Stade de France, Saint-Denis |
|  | 10 avril 2010, Stade d'Anoeta, San Sebastian | 10 avril 2010, Stade d'Anoeta, San Sebastian |                    |    | 2 mai 2010, Stade d'Anoeta, San Sebastian | 2 mai 2010, Stade d'Anoeta, San Sebastian |  |  | 22 mai 2010, Stade de France, Saint-Denis | 22 mai 2010, Stade de France, Saint-Denis |
|  | Biarritz olympique                           | 29                                           |                    |    | 2 mai 2010, Stade d'Anoeta, San Sebastian | 2 mai 2010, Stade d'Anoeta, San Sebastian |  |  | 22 mai 2010, Stade de France, Saint-Denis | 22 mai 2010, Stade de France, Saint-Denis |
|  | Biarritz olympique                           | 29                                           |                    |    | 2 mai 2010, Stade d'Anoeta, San Sebastian | 2 mai 2010, Stade d'Anoeta, San Sebastian |  |  | 22 mai 2010, Stade de France, Saint-Denis | 22 mai 2010, Stade de France, Saint-Denis |
|  | Ospreys                                      | 28                                           |                    |    | 2 mai 2010, Stade d'Anoeta, San Sebastian | 2 mai 2010, Stade d'Anoeta, San Sebastian |  |  | 22 mai 2010, Stade de France, Saint-Denis | 22 mai 2010, Stade de France, Saint-Denis |
|  | Ospreys                                      | 28                                           | Biarritz olympique | 18 |                                           |                                           |  |  | 22 mai 2010, Stade de France, Saint-Denis | 22 mai 2010, Stade de France, Saint-Denis |
|  | 10 avril 2010, Thomond Park, Limerick        |                                              | Biarritz olympique | 18 |                                           |                                           |  |  | 22 mai 2010, Stade de France, Saint-Denis | 22 mai 2010, Stade de France, Saint-Denis |
|  |                                              | Munster                                      | 7                  |    |                                           |                                           |  |  | 22 mai 2010, Stade de France, Saint-Denis | 22 mai 2010, Stade de France, Saint-Denis |
|  | Munster                                      | Munster                                      | 7                  | 33 |                                           |                                           |  |  | 22 mai 2010, Stade de France, Saint-Denis | 22 mai 2010, Stade de France, Saint-Denis |
|  | Munster                                      |                                              |                    | 33 |                                           |                                           |  |  | 22 mai 2010, Stade de France, Saint-Denis | 22 mai 2010, Stade de France, Saint-Denis |
|  | Northampton Saints                           | 19                                           |                    |    |                                           |                                           |  |  | 22 mai 2010, Stade de France, Saint-Denis | 22 mai 2010, Stade de France, Saint-Denis |
|  | Northampton Saints                           | 19                                           | Biarritz olympique | 19 |                                           |                                           |  |  |                                           |                                           |
|  | 11 avril 2010, Stadium, Toulouse             |                                              | Biarritz olympique | 19 |                                           |                                           |  |  |                                           |                                           |
|  |                                              | Stade toulousain                             | 21                 |    |                                           |                                           |  |  |                                           |                                           |
|  | Stade toulousain                             | Stade toulousain                             | 21                 | 42 |                                           |                                           |  |  |                                           |                                           |
|  | Stade toulousain                             | 1er mai 2010, Stadium, Toulouse              |                    | 42 |                                           |                                           |  |  |                                           |                                           |
|  | Stade français Paris                         | 16                                           |                    |    |                                           |                                           |  |  |                                           |                                           |
|  | Stade français Paris                         | 16                                           | Stade toulousain   | 26 |                                           |                                           |  |  |                                           |                                           |
|  | 9 avril 2010, RDS Arena, Dublin              |                                              | Stade toulousain   | 26 |                                           |                                           |  |  |                                           |                                           |
|  |                                              | Leinster                                     | 16                 |    |                                           |                                           |  |  |                                           |                                           |
|  | Leinster                                     | Leinster                                     | 16                 | 29 |                                           |                                           |  |  |                                           |                                           |
|  | Leinster                                     |                                              |                    | 29 |                                           |                                           |  |  |                                           |                                           |
|  | ASM Clermont                                 | 28                                           |                    |    |                                           |                                           |  |  |                                           |                                           |
|  | ASM Clermont                                 | 28                                           |                    |    |                                           |                                           |  |  |                                           |                                           |

### Quarts de finale
| 9 avril 2010 20:00 WET | Leinster | 29 - 28 (20 - 10) | ASM Clermont | RDS Arena, Dublin 20 000 spectateurs Arbitre : Dave Pearson |
| 9 avril 2010 20:00 WET | Essai(s) : Heaslip 2 (22e, 34e) Transformation(s) : Sexton 2/2 (23e, 34e) Pénalité(s) : Sexton 5/6 (20e, 36e, 53e, 64e, 72e) |                   | Essai(s) : Malzieu 3 (12e, 44e, 62e) Transformation(s) : James 2/3 (13e, 62e) Pénalité(s) : James 3/7 (16e, 49e, 60e) Drop(s) : James 0/3 | RDS Arena, Dublin 20 000 spectateurs Arbitre : Dave Pearson |
| 9 avril 2010 20:00 WET | |                   | | RDS Arena, Dublin 20 000 spectateurs Arbitre : Dave Pearson |

| 10 avril 2010 16:00 CET | Biarritz olympique | 29 - 28 (16 - 15) | Ospreys | Stade d'Anoeta, San Sebastian 25 000 spectateurs Arbitre : George Clancy |
| 10 avril 2010 16:00 CET | Essai(s) : Ngwenya (12e), Balshaw (50e) Transformation(s) : Yachvili 2/2 (12e, 50e) Pénalité(s) : Yachvili 2/3 (20e, 47e) Drop(s) : Traille 3/4 (1re, 22e, 59e) |                   | Essai(s) : Jones (18e), Byrne (34e), Walker (74e) Transformation(s) : Biggar 2/3 (19e, 75e) Pénalité(s) : Biggar 2/4 (45e, 52e) Drop(s) : Biggar 1/4 (40e) | Stade d'Anoeta, San Sebastian 25 000 spectateurs Arbitre : George Clancy |
| 10 avril 2010 16:00 CET | |                   | | Stade d'Anoeta, San Sebastian 25 000 spectateurs Arbitre : George Clancy |

| 10 avril 2010 14:30 WET | Munster | 33 - 19 (13 - 16) | Northampton Saints                                                                                       | Thomond Park, Limerick 26 000 spectateurs Arbitre : Nigel Owens |
| 10 avril 2010 14:30 WET | Essai(s) : Warwick (6e), Howlett 2 (23e, 76e), de Villiers (54e) Transformation(s) : O'Gara 2/4 (54e, 76e) Pénalité(s) : O'Gara 3/4 (2e, 58e, 67e) |                   | Essai(s) : Clarke (40e) Transformation(s) : Myler 1/1 (40e) Pénalité(s) : Myler 4/4 (10e, 17e, 29e, 56e) | Thomond Park, Limerick 26 000 spectateurs Arbitre : Nigel Owens |
| 10 avril 2010 14:30 WET | |                   | | Thomond Park, Limerick 26 000 spectateurs Arbitre : Nigel Owens |

| 11 avril 2010 17:30 CET | Stade toulousain | 42 - 16 (13 - 10) | Stade français Paris                                                                                     | Stadium, Toulouse 35 089 spectateurs Arbitre : Alan Lewis |
| 11 avril 2010 17:30 CET | Essai(s) : Jauzion (40e), Heymans (58e), Albacete (74e) Transformation(s) : Skrela 3/3 (40e, 59e, 75e) Pénalité(s) : Skrela 7/8 (24e, 32e, 45e, 48e, 66e, 70e, 79e), Fritz 0/1 |                   | Essai(s) : Roncero (20e) Transformation(s) : Beauxis 1/1 (20e) Pénalité(s) : Beauxis 3/3 (26e, 43e, 47e) | Stadium, Toulouse 35 089 spectateurs Arbitre : Alan Lewis |
| 11 avril 2010 17:30 CET | |                   | | Stadium, Toulouse 35 089 spectateurs Arbitre : Alan Lewis |

### Demi-finales
| 1er mai 2010 16:45 CET | Stade toulousain | 26 - 16 (9- 6) | Leinster | Stadium, Toulouse 34 951 spectateurs Arbitre : Nigel Owens |
| 1er mai 2010 16:45 CET | Essai(s) : Jauzion (58e), Skrela (60e) Transformation(s) : Skrela 2/2 (58e, 60e) Pénalité(s) : Skrela 4/6 (5e, 16e, 31e, 72e) Drop(s) : Élissalde 0/1 |                | Essai(s) : Heaslip (67e) Transformation(s) : Berne 1/1 (67e) Pénalité(s) : Berne 2/2 (33e, 40e), Kearney 1/1 (44e) | Stadium, Toulouse 34 951 spectateurs Arbitre : Nigel Owens |
| 1er mai 2010 16:45 CET | |                | | Stadium, Toulouse 34 951 spectateurs Arbitre : Nigel Owens |

| 2 mai 2010 16:15 CET | Biarritz olympique                                        | 18 - 7 (3 - 7) | Munster                                                     | Stade d'Anoeta, San Sebastian 30 900 spectateurs Arbitre : Dave Pearson |
| 2 mai 2010 16:15 CET | Pénalité(s) : Yachvili 6/6 (38e, 44e, 64e, 71e, 77e, 79e) |                | Essai(s) : Earls (29e) Transformation(s) : O'Gara 1/1 (29e) | Stade d'Anoeta, San Sebastian 30 900 spectateurs Arbitre : Dave Pearson |
| 2 mai 2010 16:15 CET |                                                           |                |                                                             | Stade d'Anoeta, San Sebastian 30 900 spectateurs Arbitre : Dave Pearson |

### Finale
| 22 mai 2010 19:00 CET | Biarritz olympique                                                                                          | 19 - 21 (9 - 12) | Stade toulousain                                                                                   | Stade de France, Saint-Denis 78 962 spectateurs Arbitre : Wayne Barnes |
| 22 mai 2010 19:00 CET | Essai(s) : Hunt (73e) Transformation(s) : Courrent 1/1 (73e) Pénalité(s) : Yachvili 4/4 (3e, 15e, 28e, 48e) | Rapport          | Pénalité(s) : Fritz 1/1 (21e), Skrela 3/5 (31e, 35e, 67e) Drop(s) : Fritz (38e), Skrela (51e, 58e) | Stade de France, Saint-Denis 78 962 spectateurs Arbitre : Wayne Barnes |
| 22 mai 2010 19:00 CET | | Rapport          | | Stade de France, Saint-Denis 78 962 spectateurs Arbitre : Wayne Barnes |

## Statistiques

### Meilleurs réalisateurs

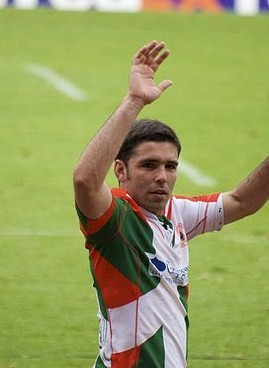
Dimitri Yachvili (Biarritz)
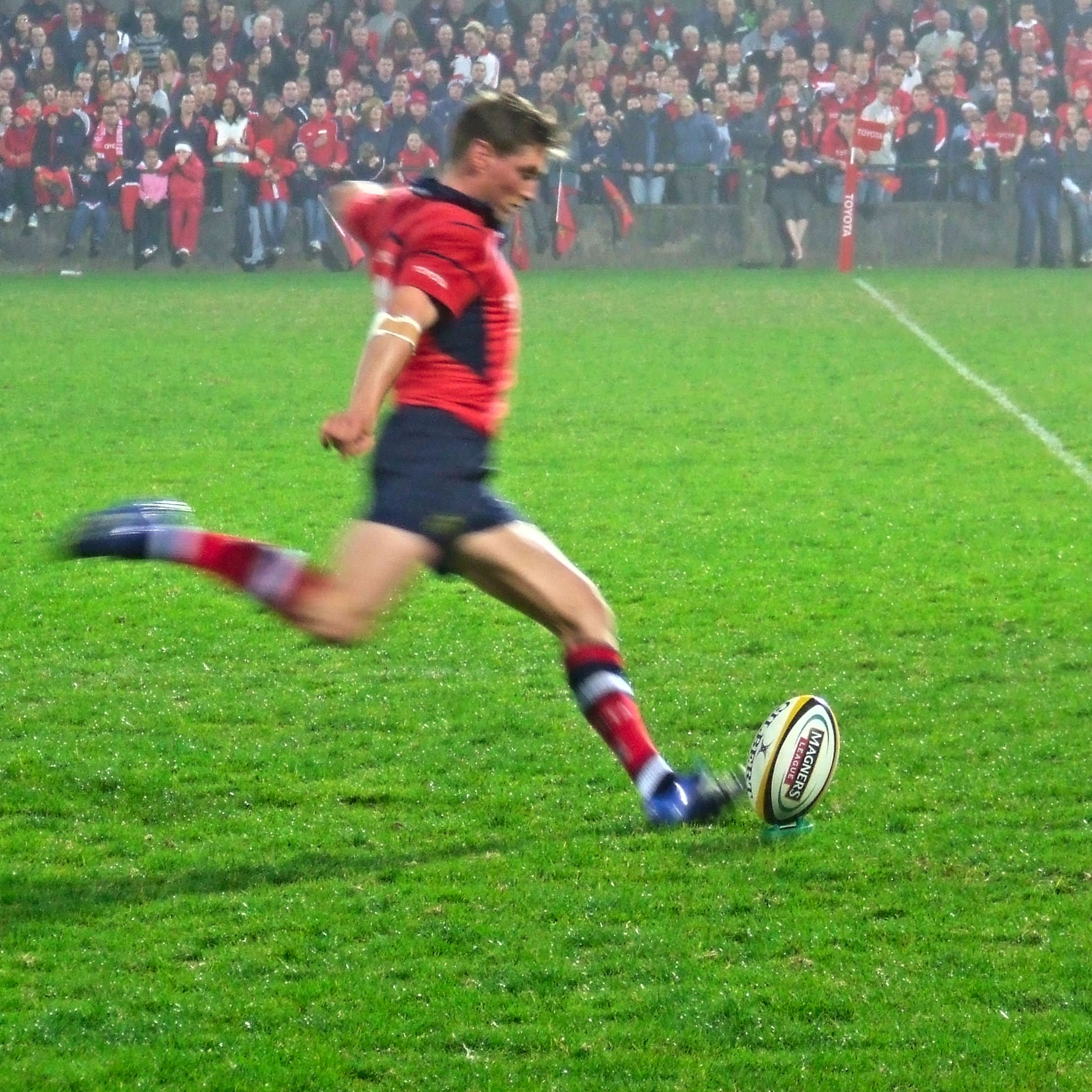
Ronan O'Gara (Munster)
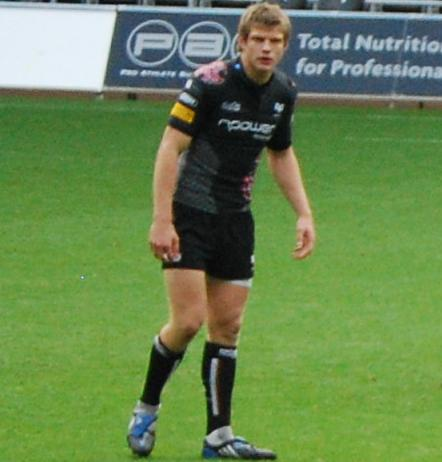
Dan Biggar (Ospreys)
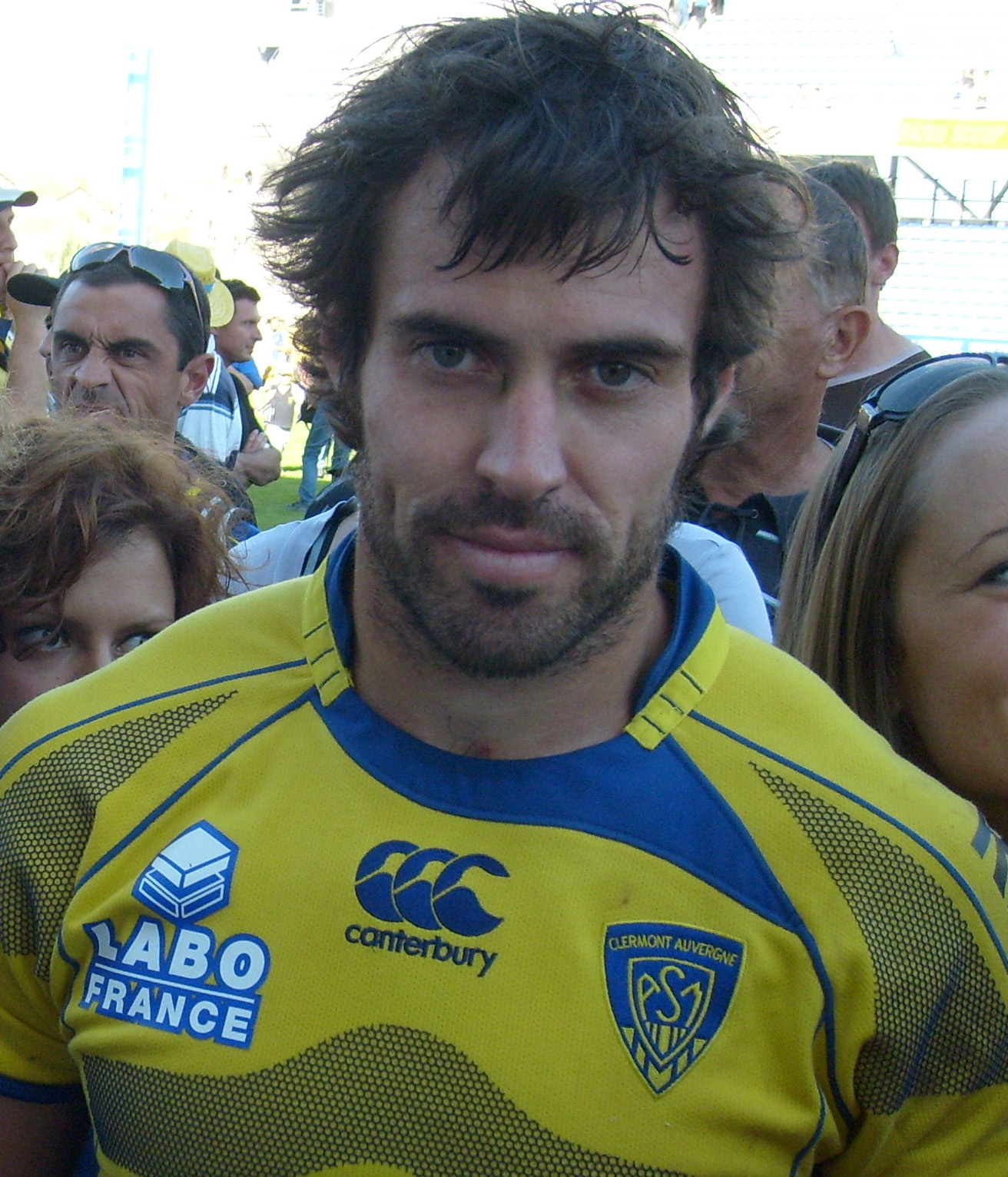
Brock James (Clermont)

| Rang | Joueur           | Pays              | Club               | Poste            | Points | Essais | Transf. | Pén. | Drops |
| 1    | Dimitri Yachvili |                   | Biarritz olympique | demi de mêlée    | 113    | 3      | 13      | 24   | 0     |
| 2    | Ronan O'Gara     | Drapeau : Irlande | Munster            | demi d'ouverture | 98     | 0      | 13      | 23   | 1     |
| 3    | Dan Biggar       |                   | Ospreys            | demi d'ouverture | 90     | 0      | 21      | 13   | 3     |
| 4    | Brock James      |                   | ASM Clermont       | demi d'ouverture | 78     | 0      | 15      | 11   | 5     |
| 5    | Ben Blair        |                   | Cardiff Blues      | arrière          | 75     | 1      | 14      | 14   | 0     |

### Meilleurs marqueurs

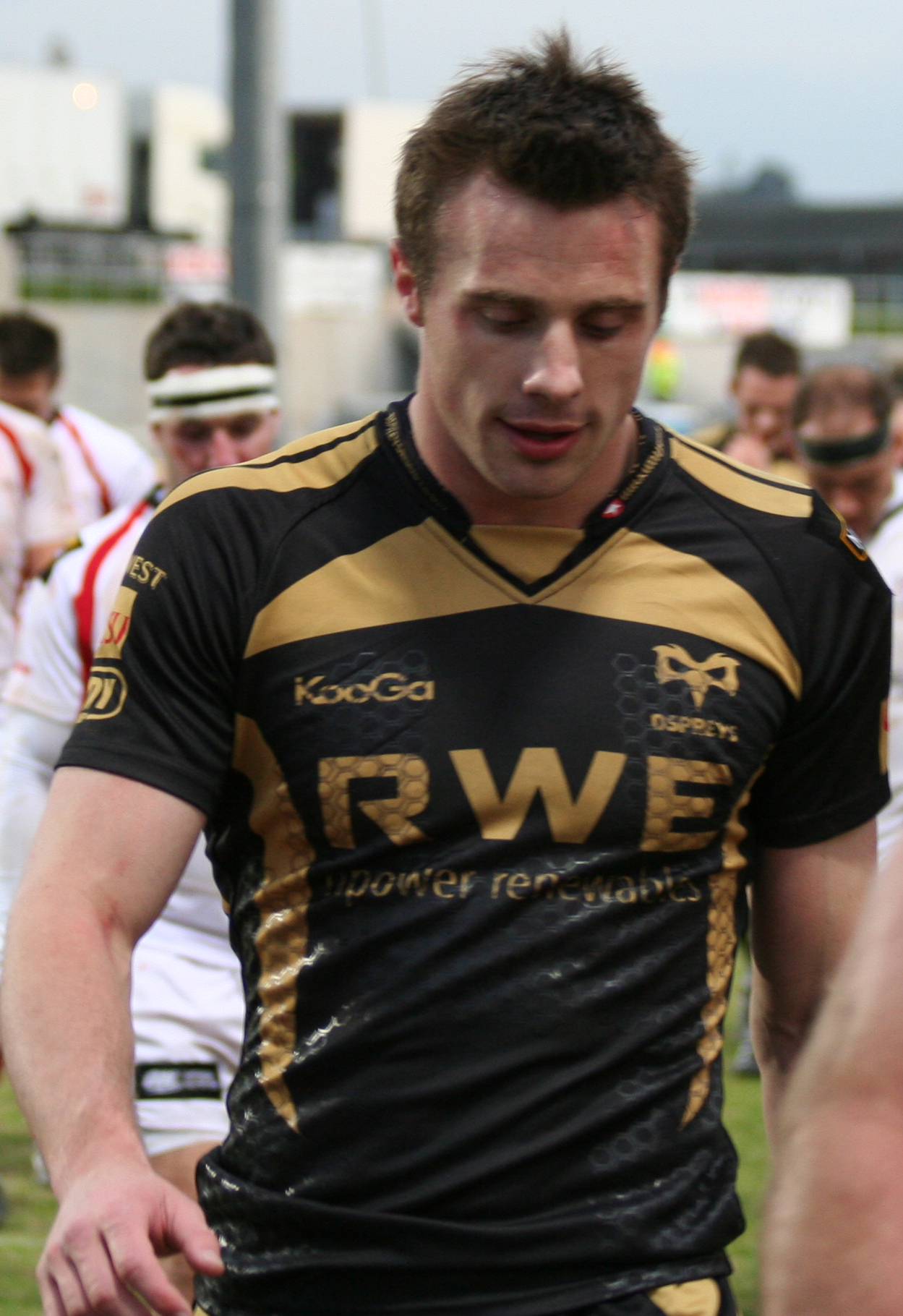
Tommy Bowe (Ospreys)
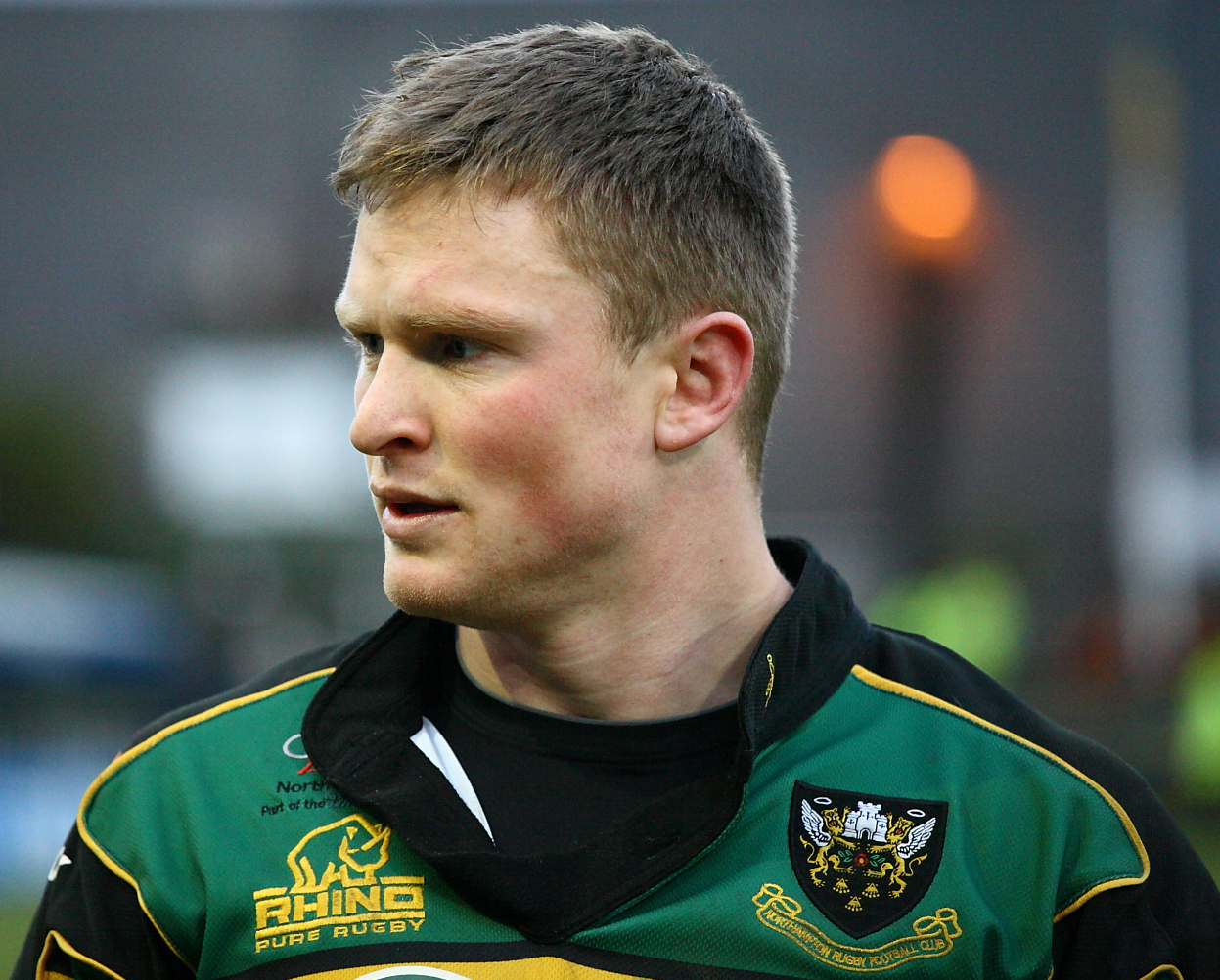
Chris Ashton (Northampton)
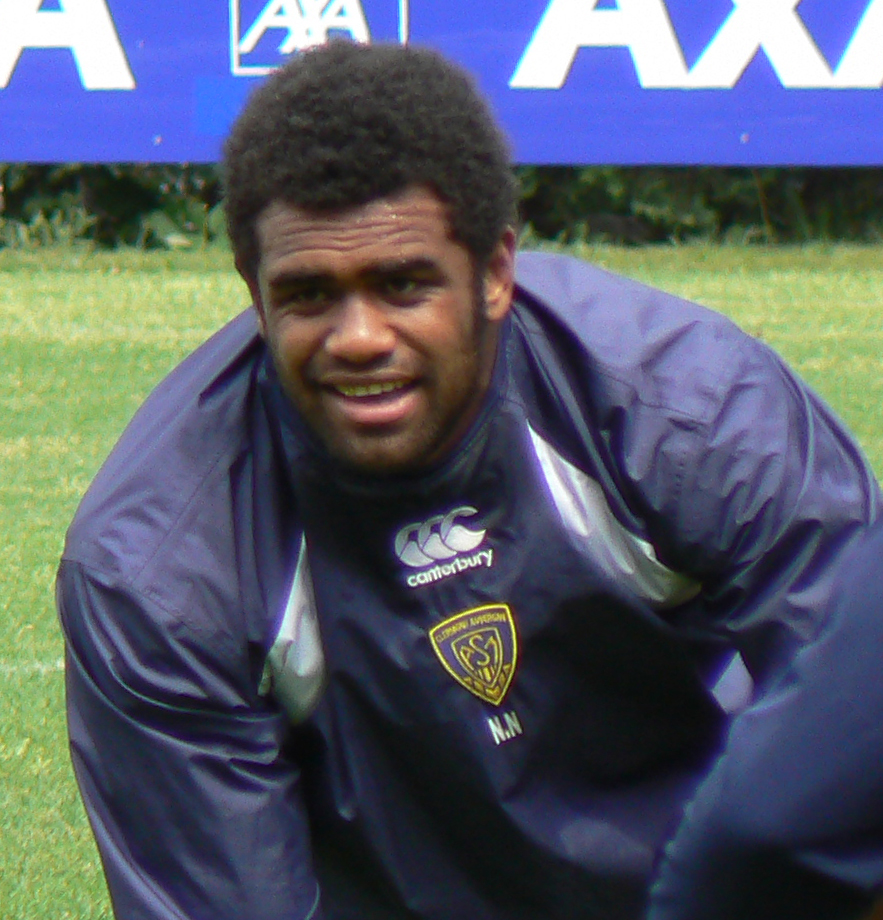
Napolioni Nalaga (Clermont)

| Rang | Joueur           | Pays              | Club               | Poste   | Essais |
| 1    | Tommy Bowe       | Drapeau : Irlande | Ospreys            | ailier  | 7      |
| 2    | Scott Hamilton   |                   | Leicester Tigers   | ailier  | 6      |
| -    | Chris Ashton     |                   | Northampton Saints | arrière | 6      |
| -    | Takudzwa Ngwenya |                   | Biarritz olympique | ailier  | 6      |
| 5    | Napolioni Nalaga |                   | ASM Clermont       | ailier  | 5      |